# Jacques Ernest Joseph Lambinon
Jacques Ernest Joseph Lambinon (Namur, 28 de septiembre de 1936 - Lieja, 14 de noviembre de 2015) fue un botánico, micólogo, liquenólogo, y briólogo belga. Trabajó extensamente en el "Jardín Botánico Nacional de Bélgica". Realizó expediciones botánicas a Bélgica, Córcega, Francia, Vietnam, al África Francesa Tropical: Burundi, Congo, Kenia, Ruanda.
Fue profesor en la Universidad de Lieja. Y trabajó además en radioecología.

## Algunas publicaciones
- g. Sérusiaux, Kadereit, Piraiinen, jacques Lambinon, alain Vanderpoorten. 2012. Cryptic taxa should have names. Reflections in the glasswort genus Salicornia (Amaranthaceae). Taxon, 61, 1227-1239.
- a. Vanderpoorten, j. Lambinon, o. Hardy, o. Raspé. 2011. Two reproductively isolated cytotypes and a swarm of highly inbred, disconnected populations: a glimpse into Salicornia's evolutionary history and challenging taxonomy. J. of Evolutionary Biology (24): 630-644.

### Libros
- emmanuël Sérusiaux, paul Diederich, j. jacques g. Lambinon. 2004. Les macrolichens de Belgique, du Luxembourg et du nord da le France: clés de détermination. Ed. Musée national d'histoire naturelle du Luxembourg. 192 p.
- j. jacques g. Lambinon. 1997. Introduction of non-native plants into the natural environment. N.º 18-87 de Nature and environment. Ed. Council of Europe. 29 pp. ISBN	9287133891. En francés: Les introductions de plantes non indigènes dans l'environnement naturel. 28 p. ISBN 9287133883 ISBN 9789287133892
- -----------------------. 1992. Nouvelle flore de la Belgique, du Grand-Duché de Luxembourg, du nord de la France et des régions voisines: ptéridophytes et spermatophytes. Ed. Jardin botanique national de Belgique. 1.092 p.
- -----------------------. 1978. Premier aperçu de la zonation de la végétation halo-gypsophile du Lac Ghom (Province de Téhéran, Iran) Ed. de Lejeunia, 20 p.
- -----------------------, A. V. Munaut. 1974. Le boulonnais et le nord des Bas-Champs Picards (Département du Pas-de-Calais, France): excursion de la Société Botanique de Liège du 9 au 11 juin 1973. Ed. Les Éditions de Lejeunia. 22 p.
- -----------------------. 1969. Les Lichens: morphologie, biologie, systématique, écologie, introduction à l'étude des lichens de Belgique et des régions voisines. Vol. 30. Ed. Les Naturalistes Belges. 220 p.

## Honores

### Epónimos
- (Aspleniaceae) Asplenium lambinonii Pic.Serm.[5]
- (Asteraceae) Taraxacum lambinonii Soest[6]
- (Fabaceae) Astragalus lambinonii Podlech[7]
- (Plumbaginaceae) Limonium lambinonii Erben[8]
- (Poaceae) Festuca lambinonii Kerguélen[9]

- La abreviatura «Lambinon» se emplea para indicar a Jacques Ernest Joseph Lambinon como autoridad en la descripción y clasificación científica de los vegetales.[10]

## Fuente
- Compere, P. 1981 Algues des deserts d'Iran. Bulletin du Jardin botanique national de Belgique / Bulletin van de National Plantentuin van België 51 ( 1/2): 3-40 (42 p.) Publicó Jardín Botánico Nacional de Bélgica